# フランツ・イェッツインガー
フランツ・イエッツィンガー（Franz Jetzinger, 1882年12月3日 - 1965年3月30日）は、オーストリアの司祭、学校教員、議員、公務員、編集者、作家であった人物である。イエッツインガーは特に、ヒトラーの青年時代について取り扱った伝記本『ヒトラーの青年時代』の執筆で有名である。